# Bříza (Všestary)
Bříza (německy Birk) je vesnice, část obce Všestary v okrese Hradec Králové. Nachází se asi 2 km na jih od Všestar. V roce 2009 zde bylo evidováno 86 adres. V roce 2001 zde trvale žilo 231 obyvatel.
Bříza leží v katastrálním území Bříza u Všestar o rozloze 2,28 km2.

## Historie
Vesnice se připomíná roku 1376, kdy byla vlastnicky spojena se sídlem a tvrzí v Plotišti. První majitel se připomíná v letech 1383-1411, jmenoval se Prokop Roblík nebo Rohlík a založil ve vsi tvrz. V době husitské ji vlastnil jeho syn Mikeš. Roku 1486 ji odúmrti získal král Vladislav II. Jagellonský a vzápětí ji daroval Mikuláši mladšímu Trčkovi z Lípy. Tvrz zanikla beze stop a nebyla nalezena